# Махилисы
Махилисы, или махилиды (лат. Machilidae), — семейство насекомых из отряда древнечелюстных.  

## Палеонтология
Фрагменты кутикулы, напоминающие кутикулу махилид, были найдены в отложениях среднего девона США. Древнейшие бесспорные находки семейства происходят из среднего триаса Швейцарии. 

## Описание
Чешуйками покрыты как минимум конечности и основания антенн, а часто и голова. На 2-6-х сегментах брюшка располагается одна, а чаще две пары втяжных пузырьков. Второй и седьмой брюшные стерниты треугольные, сравнительно крупные. Самец с одной или двумя парами парамер.

## Классификация
В семейство включают следующие роды:
- Heteropsontus
- Leptomachilis
- Mesomachilis
- Meximachilis
- Neomachilis
- Pedetontoides
- Pedetontus
- Petridiobius
- Petrobius
- Trigoniophthalmus